# Gastroplakaeis punctifera
Gastroplakaeis punctifera is een vlinder uit de familie spinners (Lasiocampidae). De wetenschappelijke naam van deze soort is voor het eerst geldig gepubliceerd in 1911 door Riel.
De soort komt voor in tropisch Afrika.